# Francesco I Gallio, III duca di Alvito
Francesco I Gallio, III duca di Alvito (Como, 1590 – Como, 9 novembre 1660), è stato un nobile, diplomatico e militare italiano.

## Biografia
Francesco Gallio nacque a Como nel 1590, figlio di Tolomeo I Gallio, II duca di Alvito e della sua seconda moglie, Partenia Bonelli. Suo padre era nipote del cardinale Tolomeo Gallio, I duca di Alvito. Per parte di sua madre era lontanamente imparentato con papa Pio V.
Intrapresa la carriera militare al servizio degli spagnoli, divenne ben presto generale delle milizie di Como, territorio da cui la sua famiglia proveniva e dove aveva alcuni feudi. Prese parte con questa carica alla guerra di successione di Mantova e del Monferrato al comando di Gonzalo Fernández de Córdoba. Guadagnatasi la fiducia di Filippo III di Spagna, venne da questi nominato suo consigliere di stato segreto a Milano e successivamente suo ambasciatore presso il duca di Savoia ed il duca di Modena. La sua posizione sociale, sempre più consolidata, lo fece indirizzare ad un matrimonio prestigioso con Giustina Borromeo, figlia di Renato, conte di Arona.
Con la morte del padre nel 1623, gli successe al governo del ducato di Alvito, ma diresse il feudo da Como senza mai porvi piede. Nel 1633 fece terminare i lavori di costruzione del locale palazzo ducale iniziato dal suo prozio.
Morì a Como il 9 novembre 1660.

## Matrimonio e figli
Francesco Gallio sposò a Milano il 1° febbraio 1615 la contessa Giustina Borromeo (?-9 settembre 1625), figlia di Renato I Borromeo, X conte di Arona, (nonché pronipote del cardinale Federico Borromeo) e di sua moglie, Ersilia Farnese, diretta discendente di papa Paolo III. La coppia ebbe insieme i seguenti eredi:
- Partenia (22 aprile 1616[1]-1698), sposò in prime nozze Consalvo Geronimo Rodriguez de Salamanca, in seconde nozze il conte Francesco Arese e in terze nozze Girolamo Francesco Ignazio Serbelloni
- Tolomeo II, (1618-1687) IV duca di Alvito, sposò Ottavia Trivulzio
- Marco (1619-1683), cardinale
- Ersilia (1620-24 luglio 1695), sposò in prime nozze Giambattista Omodei, nobile dei marchesi di Piovera, e in seconde nozze sposò Pier Luchino dal Verme, conte di Sanguinetto
- Chiara (1623-?), sposò Girolamo Caimi

## Albero genealogico
|                                                |                                      |                      | Genitori             |  |  | Nonni |  |  | Bisnonni                       |  |  | Trisnonni         |  |
|                                                |                                      |                      |                      |  |  |       |  |  | Ottavio Gallio, nobile di Como |  |  | Melchiorre Gallio |  |
|                                                |                                      |                      |                      |  |  |       |  |  | Ottavio Gallio, nobile di Como |  |  | Melchiorre Gallio |  |
|                                                |                                      | …                    |                      |  |  |       |  |  | Ottavio Gallio, nobile di Como |  |  |                   |  |
| Marco Gallio, nobile di Como                   |                                      |                      |                      |  |  |       |  |  | Ottavio Gallio, nobile di Como |  |  |                   |  |
|                                                |                                      | Elisabetta Vailati   | …                    |  |  |       |  |  |                                |  |  |                   |  |
|                                                |                                      | Elisabetta Vailati   | …                    |  |  |       |  |  |                                |  |  |                   |  |
|                                                |                                      | Elisabetta Vailati   | …                    |  |  |       |  |  |                                |  |  |                   |  |
| Tolomeo I Gallio, II duca di Alvito            |                                      | Elisabetta Vailati   |                      |  |  |       |  |  |                                |  |  |                   |  |
|                                                |                                      | …                    | …                    |  |  |       |  |  |                                |  |  |                   |  |
|                                                |                                      | …                    | …                    |  |  |       |  |  |                                |  |  |                   |  |
|                                                |                                      | …                    | …                    |  |  |       |  |  |                                |  |  |                   |  |
| Elisabetta Valle                               |                                      | …                    |                      |  |  |       |  |  |                                |  |  |                   |  |
|                                                |                                      | …                    | …                    |  |  |       |  |  |                                |  |  |                   |  |
|                                                |                                      | …                    | …                    |  |  |       |  |  |                                |  |  |                   |  |
|                                                |                                      | …                    | …                    |  |  |       |  |  |                                |  |  |                   |  |
| Francesco I Gallio, III duca di Alvito         |                                      | …                    |                      |  |  |       |  |  |                                |  |  |                   |  |
|                                                | Marco Bonelli, nobile di Alessandria | Girolamo Bonelli     |                      |  |  |       |  |  |                                |  |  |                   |  |
|                                                | Marco Bonelli, nobile di Alessandria | Girolamo Bonelli     |                      |  |  |       |  |  |                                |  |  |                   |  |
|                                                | Marco Bonelli, nobile di Alessandria | …                    |                      |  |  |       |  |  |                                |  |  |                   |  |
| Girolamo Bonelli, I marchese di Cassano d'Adda | Marco Bonelli, nobile di Alessandria |                      |                      |  |  |       |  |  |                                |  |  |                   |  |
|                                                |                                      | Dominina De Gibertis | Girolamo De Gibertis |  |  |       |  |  |                                |  |  |                   |  |
|                                                |                                      | Dominina De Gibertis | Girolamo De Gibertis |  |  |       |  |  |                                |  |  |                   |  |
|                                                |                                      | Dominina De Gibertis | Gardina Ghislieri    |  |  |       |  |  |                                |  |  |                   |  |
| Partenia Bonelli                               |                                      | Dominina De Gibertis |                      |  |  |       |  |  |                                |  |  |                   |  |
|                                                |                                      | Antonio Peruzzi      | …                    |  |  |       |  |  |                                |  |  |                   |  |
|                                                |                                      | Antonio Peruzzi      | …                    |  |  |       |  |  |                                |  |  |                   |  |
|                                                |                                      | Antonio Peruzzi      | …                    |  |  |       |  |  |                                |  |  |                   |  |
| Adamante Peruzzi                               |                                      | Antonio Peruzzi      |                      |  |  |       |  |  |                                |  |  |                   |  |
|                                                |                                      | Partenia Rusticucci  | Ludovico Rusticucci  |  |  |       |  |  |                                |  |  |                   |  |
|                                                |                                      | Partenia Rusticucci  | Ludovico Rusticucci  |  |  |       |  |  |                                |  |  |                   |  |
|                                                |                                      | Partenia Rusticucci  | Diamante Leonardi    |  |  |       |  |  |                                |  |  |                   |  |
|                                                |                                      | Partenia Rusticucci  |                      |  |  |       |  |  |                                |  |  |                   |  |